# Championnat de France féminin de football de deuxième division 2006-2007
Navigation
Édition précédente Édition suivante
La Division 2 2006-2007  est la 19e édition du championnat de France féminin de football de seconde division. 
Le deuxième niveau du championnat féminin oppose vingt clubs français répartis en deux groupes de dix clubs, en une série de dix-huit rencontres jouées durant la saison de football. En fin de saison, les deux meilleures équipes de chaque groupe s'affrontent lors d'un tournoi final, où chaque équipe affronte une seule fois les trois autres.
Les deux clubs finissant aux premières places du tournoi final montent en Division 1 lors de la saison suivante alors que les deux derniers clubs de chaque groupe sont relégués en Division 3.
Lors de l'exercice précédent, le FC Vendenheim et le Saint-Memmie Olympique ont été relégués après avoir fini aux deux dernières places de la première division. L'Aulnat Sportif, le Blanc-Mesnil SF, l'ASF Les Verchers et le FCF Nord Allier Yzeure, ont quant à eux, gagné le droit d'évoluer dans ce championnat après avoir remporté le tournoi final de troisième division. 
La compétition est remportée par le FC Vendenheim qui est promu en compagnie du RC Saint-Étienne. L'Évreux ACF est quant à lui promu en remplacement du CNFE Clairefontaine qui évoluait jusqu'à présent en première division. Dans le bas du classement, le FC Domont, l'USF Le Puy, le Limoges LF et le Celtic de Marseille, sont relégués en troisième division.

## Participants
Ce tableau présente les vingt équipes qualifiées pour disputer le championnat 2006-2007. On y trouve le nom des clubs, la date de création du club, l'année de la dernière accession à cette division, leur classement de la saison précédente, le nom des stades ainsi que la capacité de ces derniers.
Le championnat comprend deux groupes de dix équipes.
Légende des couleurs
- Relégué de Division 1.
- Promu de Division 3.

| \| Saint-Memmie Ol. CPBB Rennes Évreux ACF Tours FC Le Mans UC COM Bagneux Saint-Herblain OC Limoges LF FC Domont ASF Les Verchers \| Localisation des clubs engagés dans le groupe A du championnat. |
| Saint-Memmie Ol. CPBB Rennes Évreux ACF Tours FC Le Mans UC COM Bagneux Saint-Herblain OC Limoges LF FC Domont ASF Les Verchers                                                                       |

| Nom du club            | Date de création | Dernière accession | Classement 2005-2006 | Stade                          | Capacité |
| ---------------------- | ---------------- | ------------------ | -------------------- | ------------------------------ | -------- |
| Saint-Memmie Olympique | -                | 2006               | D1                   | Stade Déborah Jeannet          | -        |
| CPBB Rennes            | 1987             | 2005               | 3 (Gr A)             | Complexe sportif Bréquigny     | -        |
| Évreux ACF             | 1997             | 2000               | 4 (Gr A)             | Stade du 14 juillet            | 200      |
| Tours FC               | -                | 2002               | 5 (Gr B)             | Stade de la Vallée du Cher (A) | -        |
| Le Mans UC             | 1983             | 2004               | 5 (Gr A)             | Stade Léon-Bollée (Annexe)     | 4 000    |
| COM Bagneux            | 1975             | 2003               | 6 (Gr B)             | Stade Omnisports               | -        |
| Saint-Herblain OC      | 1973             | 2003               | 7 (Gr A)             | Stade Val de Chézine           | 300      |
| Limoges LF             | 1965             | 2004               | 7 (Gr B)             | Stade du Mas Loge              | -        |
| FC Domont              | 1969             | 2005               | 8 (Gr A)             | -                              | -        |
| ASF Les Verchers       | -                | 2006               | D3                   | -                              | -        |

| \| FC Vendenheim RC Saint-Étienne USF Le Puy CS Mars Bischheim FCF Monteux VGA Saint-Maur Celtic de Marseille FCF Nord Allier Yzeure Aulnat Sportif Blanc-Mesnil SF \| Localisation des clubs engagés dans le groupe B du championnat. |
| FC Vendenheim RC Saint-Étienne USF Le Puy CS Mars Bischheim FCF Monteux VGA Saint-Maur Celtic de Marseille FCF Nord Allier Yzeure Aulnat Sportif Blanc-Mesnil SF                                                                       |

| Nom du club            | Date de création | Dernière accession | Classement 2005-2006 | Stade                | Capacité |
| ---------------------- | ---------------- | ------------------ | -------------------- | -------------------- | -------- |
| FC Vendenheim          | 1974             | 2006               | D1                   | Stade Waldeck        | -        |
| RC Saint-Étienne       | 1977             | 2005               | 1 (Gr B)             | Stade Léon Nautin    | 1 500    |
| USF Le Puy             | -                | 2001               | 2 (Gr B)             | Stade Charles Massot | 4 800    |
| CS Mars Bischheim      | 2004             | 2004               | 3 (Gr B)             | Stade de Mars        | -        |
| FCF Monteux            | 1981             | 1997               | 4 (Gr B)             | Stade Bertier        | -        |
| VGA Saint-Maur         | 1968             | 2004               | 6 (Gr A)             | Stade Adolphe-Chéron | -        |
| Celtic de Marseille    | 1970             | 2004               | 8 (Gr B)             | Stade Saint-Menet    | -        |
| FCF Nord Allier Yzeure | 1999             | 2006               | D3                   | Stade de Bellevue    | 2 164    |
| Aulnat Sportif         | -                | 2006               | D3                   | -                    | -        |
| Blanc-Mesnil SF        | -                | 2006               | D3                   | Stade Jean Bouin     | -        |

## Compétition

### Classement
Le classement est calculé avec le barème de points suivant : une victoire vaut quatre points, le match nul deux et la défaite un.
Critères de départage en cas d'égalité au classement :
1. classement aux points des matchs joués entre les clubs ex æquo ;
2. différence entre les buts marqués et les buts concédés par chacun d’eux au cours des matchs qui les ont opposés ;
3. différence entre les buts marqués et les buts concédés sur la totalité des matchs joués dans le championnat ;
4. plus grand nombre de buts marqués sur la totalité des matchs joués dans le championnat ;
5. en cas de nouvelle égalité, une rencontre supplémentaire aura lieu sur terrain neutre avec, éventuellement, l’épreuve des tirs au but.

Classement du Groupe A
| Rang | Équipe                   | Pts | J  | G  | N | P  | Bp | Bc  | Diff |
| ---- | ------------------------ | --- | -- | -- | - | -- | -- | --- | ---- |
| 1    | Saint-Memmie Olympique R | 57  | 18 | 12 | 3 | 3  | 36 | 10  | +26  |
| 2    | Évreux ACF               | 51  | 18 | 10 | 3 | 5  | 38 | 22  | +16  |
| 3    | Tours FC                 | 49  | 18 | 10 | 1 | 7  | 37 | 20  | +17  |
| 4    | COM Bagneux              | 49  | 18 | 9  | 4 | 5  | 25 | 17  | +8   |
| 5    | Le Mans UC               | 47  | 18 | 9  | 2 | 7  | 37 | 17  | +20  |
| 6    | Saint-Herblain OC        | 45  | 18 | 8  | 3 | 7  | 33 | 30  | +3   |
| 7    | CPBB Rennes              | 43  | 18 | 8  | 1 | 9  | 42 | 28  | +14  |
| 8    | ASF Les Verchers P       | 41  | 18 | 7  | 2 | 9  | 19 | 24  | -5   |
| 9    | Limoges LF               | 37  | 18 | 4  | 7 | 7  | 22 | 23  | -1   |
| 10   | FC Domont                | 18  | 18 | 0  | 0 | 18 | 4  | 102 | -98  |

|  | Qualifié pour le tournoi final. |
|  | Relégué en Division 3. |
|  | R Relégué de Division 1 P Promu de Division 3. Pts points ; G victoires ; N match nuls ; P défaites Bp buts marqués ; Bc buts encaissés ; Diff différence de buts |

Classement du Groupe B
| Rang | Équipe                   | Pts | J  | G  | N | P  | Bp | Bc | Diff |
| ---- | ------------------------ | --- | -- | -- | - | -- | -- | -- | ---- |
| 1    | FC Vendenheim R          | 64  | 18 | 15 | 1 | 2  | 65 | 23 | +42  |
| 2    | RC Saint-Étienne         | 58  | 18 | 12 | 4 | 2  | 45 | 17 | +28  |
| 3    | CS Mars Bischheim        | 52  | 18 | 10 | 4 | 4  | 36 | 25 | +11  |
| 4    | VGA Saint-Maur           | 43  | 18 | 8  | 1 | 9  | 26 | 40 | -14  |
| 5    | FCF Nord Allier Yzeure P | 43  | 18 | 7  | 4 | 7  | 37 | 41 | -4   |
| 6    | FCF Monteux              | 41  | 18 | 7  | 2 | 9  | 30 | 30 | 0    |
| 7    | Aulnat Sportif P         | 33  | 18 | 4  | 3 | 11 | 24 | 39 | -15  |
| 8    | Blanc-Mesnil SF P        | 33  | 18 | 4  | 3 | 11 | 26 | 39 | -13  |
| 9    | USF Le Puy               | 31  | 18 | 4  | 1 | 13 | 30 | 58 | -28  |
| 10   | Celtic de Marseille      | 36  | 18 | 7  | 1 | 10 | 31 | 38 | -7   |

|  | Qualifié pour le tournoi final. |
|  | Relégué en Division 3. |
|  | R Relégué de Division 1 P Promu de Division 3. Pts points ; G victoires ; N match nuls ; P défaites Bp buts marqués ; Bc buts encaissés ; Diff différence de buts |

Nota :
1. ↑  Le Celtic de Marseille est rétrogradé administrativement pour non-conformité avec le règlement de la FFF.

### Résultats
Groupe A
Source : Championnat de France de D2 2006-2007 - Groupe A - Calendrier, sur statsfootofeminin.fr
| Résultats (▼dom., ►ext.)                                   | Bag | Dom  | Évr | Man  | Lim | Ren | S-H | SMO | Tou | Ver |
| COM Bagneux                                                |     | 2-1  | 1-0 | 1-0  | 2-0 | 2-0 | 0-2 | 0-2 | 2-4 | 3-0 |
| FC Domont                                                  | 1-2 |      | 0-5 | 0-12 | 0-5 | 0-6 | 0-9 | 1-9 | 0-4 | 0-3 |
| Évreux ACF                                                 | 1-1 | 10-0 |     | 2-1  | 1-1 | 4-2 | 1-1 | 1-0 | 1-0 | 4-1 |
| Le Mans UC                                                 | 0-2 | 5-0  | 4-1 |      | 1-1 | 2-1 | 0-1 | 0-1 | 2-1 | 2-1 |
| Limoges LF                                                 | 1-1 | 2-0  | 0-1 | 0-1  |     | 1-1 | 1-3 | 2-2 | 1-2 | 2-1 |
| CPBB Rennes                                                | 0-5 | 16-1 | 1-2 | 2-3  | 2-0 |     | 4-1 | 0-2 | 0-2 | 0-1 |
| Saint-Herblain OC                                          | 0-0 | 2-0  | 4-3 | 1-4  | 2-2 | 0-1 |     | 2-0 | 2-4 | 1-0 |
| Saint-Memmie Olympique                                     | 1-1 | 1-0  | 4-0 | 0-0  | 2-1 | 0-2 | 4-0 |     | 3-0 | 3-0 |
| Tours FC                                                   | 2-0 | 8-0  | 0-1 | 1-0  | 1-2 | 1-2 | 3-0 | 0-1 |     | 3-2 |
| ASF Les Verchers                                           | 2-0 | 1-0  | 1-0 | 1-0  | 0-0 | 1-2 | 3-2 | 0-1 | 1-1 |     |
| - Victoire à domicile - Match nul - Victoire à l'extérieur |     |      |     |      |     |     |     |     |     |     |

Groupe B
Source : Championnat de France de D2 2006-2007 - Groupe B - Calendrier, sur statsfootofeminin.fr
| Résultats (▼dom., ►ext.)                                   | Aul | Bis | B-M | Puy  | Mar | Mon | Sai | S-M | Ven | Yze |
| Aulnat Sportif                                             |     | 0-2 | 3-1 | 4-2  | 0-1 | 0-2 | 1-2 | 0-1 | 0-4 | 3-3 |
| CS Mars Bischheim                                          | 1-1 |     | 5-2 | 3-2  | 4-1 | 2-1 | 0-3 | 0-0 | 0-4 | 2-1 |
| Blanc-Mesnil SF                                            | 1-3 | 2-2 |     | 4-2  | 3-0 | 0-3 | 0-2 | 1-3 | 0-2 | 2-3 |
| USF Le Puy                                                 | 3-1 | 1-3 | 1-2 |      | 4-1 | 3-3 | 0-4 | 0-5 | 2-3 | 2-3 |
| Celtic de Marseille                                        | 4-0 | 0-3 | 1-1 | 0-3  |     | 3-0 | 1-0 | 2-0 | 0-2 | 6-2 |
| FCF Monteux                                                | 1-2 | 1-1 | 0-2 | 3-1  | 3-0 |     | 2-3 | 4-1 | 0-1 | 3-2 |
| RC Saint-Étienne                                           | 3-1 | 3-1 | 1-1 | 3-0  | 4-1 | 3-0 |     | 3-0 | 5-1 | 0-0 |
| VGA Saint-Maur                                             | 2-0 | 1-3 | 4-3 | 1-2  | 0-5 | 1-3 | 3-1 |     | 0-7 | 2-1 |
| FC Vendenheim                                              | 3-2 | 2-1 | 2-0 | 10-1 | 5-4 | 3-0 | 3-3 | 5-1 |     | 7-2 |
| FCF Nord Allier Yzeure                                     | 3-3 | 0-3 | 2-1 | 5-1  | 4-1 | 2-1 | 2-2 | 0-1 | 2-1 |     |
| - Victoire à domicile - Match nul - Victoire à l'extérieur |     |     |     |      |     |     |     |     |     |     |

### Tournoi final
Le tournoi final du championnat oppose les deux meilleures équipes de chaque groupe lors d'un mini-tournoi à quatre. Les équipes affrontent une seule fois leurs trois adversaires selon un calendrier tiré aléatoirement.
Le classement est calculé avec le barème de points suivant : une victoire vaut quatre points, le match nul deux et la défaite un. Un bonus de deux points a été attribué aux deux équipes ayant terminé première de leur groupe.
Critères de départage en cas d'égalité au classement :
1. classement aux points des matchs joués entre les clubs ex æquo ;
2. différence entre les buts marqués et les buts concédés par chacun d’eux au cours des matchs qui les ont opposés ;
3. différence entre les buts marqués et les buts concédés sur la totalité des matchs joués dans le championnat ;
4. plus grand nombre de buts marqués sur la totalité des matchs joués dans le championnat ;
5. en cas de nouvelle égalité, une rencontre supplémentaire aura lieu sur terrain neutre avec, éventuellement, l’épreuve des tirs au but.

Classement
| Rang | Équipe                   | Pts | J | G | N | P | Bp | Bc | Diff |
| ---- | ------------------------ | --- | - | - | - | - | -- | -- | ---- |
| 1    | FC Vendenheim R          | 10  | 3 | 1 | 2 | 0 | 4  | 3  | +1   |
| 2    | RC Saint-Étienne         | 8   | 3 | 1 | 2 | 0 | 4  | 1  | +3   |
| 3    | Saint-Memmie Olympique R | 7   | 3 | 0 | 2 | 1 | 1  | 2  | -1   |
| 4    | Évreux ACF               | 6   | 3 | 1 | 0 | 2 | 4  | 7  | -3   |

|  | Promu en Division 1. |
|  | R Relégué de Division 1. Pts points ; G victoires ; N match nuls ; P défaites Bp buts marqués ; Bc buts encaissés ; Diff différence de buts |

Résultats

## Bilan de la saison
| Championnat de France féminin de football de deuxième division 2006-2007 |                          |
| Champion                                                                 | FC Vendenheim (2e titre) |
| Promotions et relégations                                                |                          |
| Promus en Division 1                                                     | Évreux ACF               |
| Promus en Division 1                                                     | RC Saint-Étienne         |
| Promus en Division 1                                                     | FC Vendenheim            |
| Relégués en Division 2                                                   | FCF Condéen              |
| Relégués en Division 2                                                   | US Compiègne             |

## Statistiques
Leaders du championnat
Évolution des classements
- Qualifié pour le Tournoi final du championnat.
- Relégué en Division 3.

| Club                   | 1  | 2  | 3  | 4  | 5  | 6  | 7  | 8  | 9  | 10 | 11 | 12 | 13 | 14 | 15 | 16 | 17 | 18 |
| ---------------------- | -- | -- | -- | -- | -- | -- | -- | -- | -- | -- | -- | -- | -- | -- | -- | -- | -- | -- |
| COM Bagneux            | 8  | 6  | 3  | 4  | 5  | 4  | 4  | 4  | 4  | 4  | 2  | 3  | 3  | 3  | 3  | 3  | 3  | 4  |
| FC Domont              | 9  | 10 | 10 | 10 | 10 | 10 | 10 | 10 | 10 | 10 | 10 | 10 | 10 | 10 | 10 | 10 | 10 | 10 |
| Évreux ACF             | 4  | 2  | 2  | 1  | 1  | 1  | 2  | 2  | 3  | 2  | 3  | 2  | 2  | 2  | 2  | 2  | 2  | 2  |
| Le Mans UC             | 7  | 7  | 5  | 3  | 3  | 3  | 3  | 3  | 2  | 3  | 4  | 4  | 4  | 4  | 4  | 4  | 5  | 5  |
| Limoges LF             | 1  | 4  | 6  | 7  | 7  | 8  | 8  | 9  | 9  | 9  | 9  | 9  | 9  | 9  | 9  | 9  | 9  | 9  |
| CPBB Rennes            | 10 | 5  | 8  | 8  | 9  | 9  | 9  | 8  | 6  | 6  | 8  | 8  | 8  | 8  | 8  | 8  | 8  | 7  |
| Saint-Herblain OC      | 2  | 1  | 1  | 6  | 6  | 7  | 5  | 7  | 8  | 8  | 7  | 6  | 7  | 7  | 6  | 6  | 6  | 6  |
| Saint-Memmie Olympique | 3  | 3  | 4  | 2  | 2  | 2  | 1  | 1  | 1  | 1  | 1  | 1  | 1  | 1  | 1  | 1  | 1  | 1  |
| Tours FC               | 5  | 8  | 9  | 9  | 8  | 6  | 7  | 6  | 5  | 7  | 6  | 7  | 5  | 5  | 5  | 5  | 4  | 3  |
| ASF Les Verchers       | 6  | 9  | 7  | 5  | 4  | 5  | 6  | 5  | 7  | 5  | 5  | 5  | 6  | 6  | 7  | 7  | 7  | 8  |

| Club                   | 1  | 2  | 3  | 4  | 5  | 6  | 7  | 8  | 9  | 10 | 11 | 12 | 13 | 14 | 15 | 16 | 17 | 18 |
| ---------------------- | -- | -- | -- | -- | -- | -- | -- | -- | -- | -- | -- | -- | -- | -- | -- | -- | -- | -- |
| Aulnat Sportif         | 8  | 10 | 8  | 9  | 9  | 10 | 9  | 9  | 9  | 9  | 9  | 9  | 9  | 10 | 8  | 8  | 9  | 9  |
| CS Mars Bischheim      | 5  | 8  | 9  | 7  | 5  | 6  | 7  | 5  | 4  | 6  | 6  | 6  | 6  | 4  | 3  | 3  | 3  | 3  |
| Blanc-Mesnil SF        | 7  | 9  | 10 | 10 | 10 | 9  | 10 | 10 | 10 | 10 | 10 | 10 | 10 | 8  | 9  | 9  | 8  | 8  |
| USF Le Puy             | 2  | 5  | 5  | 6  | 8  | 8  | 8  | 8  | 8  | 8  | 8  | 8  | 8  | 9  | 10 | 10 | 10 | 10 |
| Celtic de Marseille    | 9  | 4  | 7  | 8  | 7  | 4  | 3  | 4  | 5  | 3  | 3  | 4  | 5  | 3  | 6  | 6  | 6  | 7  |
| FCF Monteux            | 3  | 6  | 4  | 5  | 4  | 5  | 4  | 3  | 3  | 4  | 5  | 5  | 3  | 5  | 5  | 5  | 5  | 6  |
| RC Saint-Étienne       | 1  | 1  | 1  | 1  | 1  | 1  | 1  | 2  | 2  | 2  | 2  | 2  | 2  | 2  | 2  | 2  | 2  | 2  |
| VGA Saint-Maur         | 6  | 3  | 6  | 4  | 6  | 7  | 6  | 7  | 6  | 5  | 4  | 3  | 4  | 6  | 4  | 4  | 4  | 5  |
| FC Vendenheim          | 10 | 7  | 3  | 3  | 2  | 2  | 2  | 1  | 1  | 1  | 1  | 1  | 1  | 1  | 1  | 1  | 1  | 1  |
| FCF Nord Allier Yzeure | 4  | 2  | 2  | 2  | 3  | 3  | 5  | 6  | 7  | 7  | 7  | 7  | 7  | 7  | 7  | 7  | 7  | 4  |

Moyennes de buts marqués par journée
Ce graphique représente le nombre de buts marqués lors de chaque journée pour le groupe A. Il est également indiqué la moyenne total sur la saison qui est de 16,27 buts/journée.

Ce graphique représente le nombre de buts marqués lors de chaque journée pour le groupe B. Il est également indiqué la moyenne total sur la saison qui est de 19,44 buts/journée.
| Cls | Joueuse           | Club                   | Buts |
| --- | ----------------- | ---------------------- | ---- |
| 1   | Hélène Plu        | Le Mans UC             | 12   |
| 2   | Lucie Gatto       | Saint-Memmie Olympique | 11   |
| 2   | Sandy Levittas    | Tours FC               | 11   |
| 4   | Charlotte Amaury  | Tours FC               | 9    |
| 4   | Gwenaëlle Migot   | CPBB Rennes            | 9    |
| 4   | Catherine Mouillé | Saint-Herblain OC      | 9    |
| 7   | Céline Leuck      | Saint-Memmie Olympique | 8    |
| 7   | Sarah Orth        | CPBB Rennes            | 8    |
| 7   | Mylène Swiatek    | Évreux ACF             | 8    |
| 7   | Leslie Sychareunh | CPBB Rennes            | 8    |
| 11  | 4 joueuses        | 4 joueuses             | 7    |
| 15  | 5 joueuses        | 5 joueuses             | 6    |
| 20  | 3 joueuses        | 3 joueuses             | 5    |
| 23  | 8 joueuses        | 8 joueuses             | 4    |
| 31  | 7 joueuses        | 7 joueuses             | 3    |
| 38  | 18 joueuses       | 18 joueuses            | 2    |
| 56  | 35 joueuses       | 35 joueuses            | 1    |

| Cls | Joueuse               | Club                   | Buts |
| --- | --------------------- | ---------------------- | ---- |
| 1   | Corinne Lebailly      | FC Vendenheim          | 25   |
| 2   | Stéphanie De Revière  | Aulnat Sportif         | 13   |
| 3   | Julie Berger          | FCF Nord Allier Yzeure | 12   |
| 3   | Pauline Court         | USF Le Puy             | 12   |
| 5   | Michèle Ngono Mani    | RC Saint-Étienne       | 11   |
| 6   | Laura Ey              | FC Vendenheim          | 10   |
| 7   | Cynthia Gueheo-Djetou | VGA Saint-Maur         | 9    |
| 7   | Myriam Miehe          | CS Mars Bischheim      | 9    |
| 9   | Gaëlle Gayton         | USF Le Puy             | 8    |
| 9   | Jessica Houara        | Celtic de Marseille    | 8    |
| 11  | Amandine Soulard      | RC Saint-Étienne       | 7    |
| 12  | 10 joueuses           | 10 joueuses            | 6    |
| 22  | 4 joueuses            | 4 joueuses             | 5    |
| 26  | 4 joueuses            | 4 joueuses             | 4    |
| 30  | 21 joueuses           | 21 joueuses            | 3    |
| 51  | 11 joueuses           | 11 joueuses            | 2    |
| 62  | 29 joueuses           | 29 joueuses            | 1    |